# Królewsko-Pruska Azjatycka Kompania Handlowa

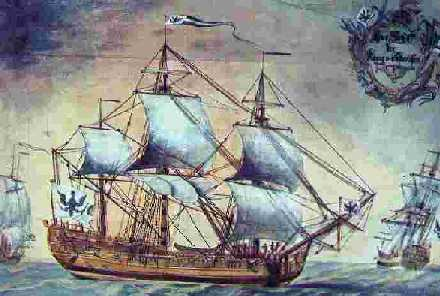
Fregata König von Preußen – pierwszy statek kompanii

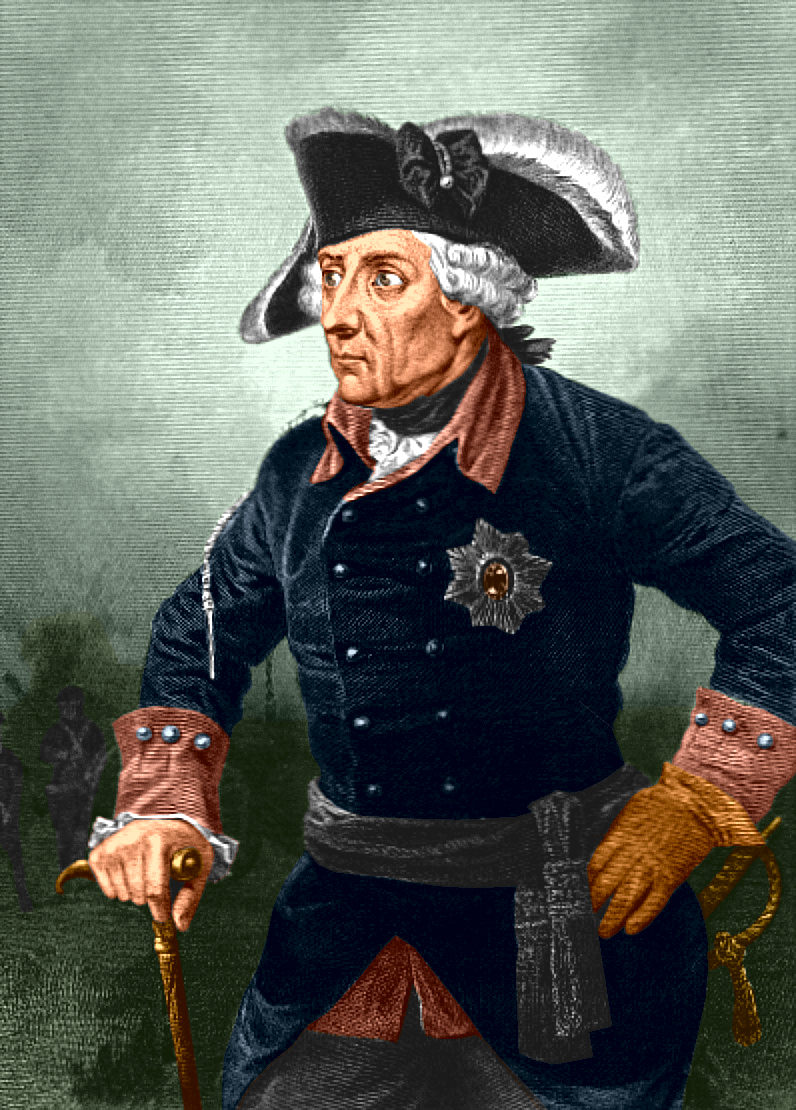
Fryderyk II Wielki

Königlich-Preußische Asiatische Compagnie in Emden nach Canton und China (KPAC, Królewsko-pruska Azjatycka Kompania Handlowa w Emden do handlu z Kantonem i Chinami) – państwowe przedsiębiorstwo handlowe, założone w 1751 roku przez króla Prus Fryderyka Wielkiego. Swą główną siedzibę miała w porcie Emden. Istniała do rozwiązania w roku 1765. Nigdy nie osiągnęła wielkości porównywalnej z np. holenderską Kompanią Zachodnioindyjską.
Do celu handlu z Chinami i Indiami król nakazał budować okręty w swym kraju, lub zamawiał je w Anglii. Tam np. zbudowana została fregata König von Preußen, pierwszy statek kompanii. Jej początkowy kapitał podzielono na 482 akcji, każda po 500 talarów (razem 241 tys. talarów)
Kapitał kompanii w roku 1752 wynosił już 861 tys. talarów (1722 akcje). W tym roku flandryjski kupiec Jean François Michel (1697-1772) wybrał się do Chin reprezentować interesy kompanii. Żeglował od 9 września 1752 do 28 maja 1754 na statku "Burg von Emden". Pozostawił po sobie interesujący dziennik podróży.
Fryderyk Wielki zamierzał połączyć porty w Emden i Szczecina w jedną sieć handlową. W 1757 roku Emden zajęli Francuzi (wojna siedmioletnia), co sparaliżowało działalność kompanii.

## Literatura
- Bernd Eberstein: Preußen und China. Eine Geschichte schwieriger Beziehungen, Berlin 2007
- Sook Hi Park: Chinesisches Auftragsporzellan der Ostasiatischen Handelskompanie in Emden, Aurich 1973
- Beiträge zur Geschichte der 'Asiatisch-Chinesischen Handlungsgesellschaft' zu Emden 1750–1755, und der Beteiligung König Friedrich II. an derselben, w: "Hansa. Zeitschrift für Seewesen" 21 (1884), S. 57–60
- Jean François Michel: Journal de voiage à la Chine et courte description de la ville d’Embden, 1755
- Viktor Ring: Asiatische Handlungskompanien Friedrichs des Großen, Berlin 1890
- Dennis de Graaf: Von Emden nach China, w: "Ostfriesland Magazin", Juli 1998